# Suvorovo, Bulgaria
Suvorovo (în bulgară Суворово) este un oraș în partea de nord-vest a Bulgariei. Aparține de  Obștina Suvorovo, Regiunea Varna. Localitatea a fost denumită după generalul rus Alexandr Suvorov, care a repurtat o victorie în apropierea localității în Războiul Ruso-Turc din 1768 - 1774.

## Demografie
Componența etnică a orașului Suvorovo
     Turci (20,98%)
     Nicio identificare (28,19%)
     Bulgari (45,59%)
     Romi (4,26%)
     Altele (0,96%)
La recensământul din 2011, populația orașului Suvorovo era de 4.571 locuitori. Nu există o etnie majoritară, locuitorii fiind bulgari (45,59%), turci (20,98%) și romi (4,26%). Pentru 28,19% din locuitori nu este cunoscută apartenența etnică.